# Ottmar Hitzfeld
Ottmar Hitzfeld, född 12 januari 1949 i Lörrach, är en tysk före detta professionell fotbollsspelare och senare fotbollstränare.
Hitzfeld inledde tränarkarriären i Schweiz och det banade vägen för framgångarna i hemlandet Tyskland. 1991 kom han till Borussia Dortmund och några år senare blev Dortmund ett storlag med dubbla ligasegrar och seger i UEFA Champions League 1997. Hitzfeld gick vidare till Tysklands klassiska storklubb FC Bayern München och nådde ännu större framgångar med ligaguld och 2001 var Hitzfeld med att vinna Champions League för andra gången. 2004 slutade Hitzfeld i Bayern München och valde senare att tacka nej till posten som förbundskapten för Tyskland.
Hitzfeld nådde aldrig den absoluta toppen som spelare men hade en framgångsrik karriär i Schweiz där han bland annat blev schweizisk mästare. Hitzfeld spelade under några år i VfB Stuttgart. 1972 var Hitzfeld en av de tongivande spelarna i Västtysklands OS-landslag.

## Tränarkarriär
- FC Bayern München (1998–2004)
  - Tysk mästare 1999, 2000, 2001, 2003
  - UEFA Champions League 2001
- BV Borussia 09 Dortmund (1991–1997)
  - Tysk mästare 1995, 1996
  - UEFA Champions League 1997
- Grasshoppers Zürich
- FC Aarau

## Klubbar
Hitzfelds klubbar som aktiv.
- VfB Stuttgart
- FC Basel